# Famille Edelfelt
La famille Edelfelt  est une famille de la noblesse de Suède et de Finlande,.

## Histoire
La famille est originaire de l'Östergötland.
Son ancêtre, Johan Palm (1637–1700) est anobli en 1688 sous le nom Edelfelt et il est présenté en 1689 à la Riddarhuspalatset sous le numéro de famille 1129.
Les Edelfelt sont connus comme famille de soldats.
L'architecte Carl Albert Edelfelt, dont la famille maternelle est Benzelstierna, s'installe en 1833, à la mort de son père, chez son oncle en Finlande.
En 1864, il est naturalisé comme noble de Finlande et la famille Edelfelt est présentée à la Maison de la noblesse de Finlande sous le numéro de famille 237..
En Finlande la lignée masculine s’éteint en 1910 et la lignée féminine en 1934.
En Suède, la lignée masculine s'éteint en 1933 et la lignée féminine en 1967.
Une branche qui s'est installée en France en 1896 est toujours vivante.

## Personnalités
- Carl Albert Edelfelt (1818–1869), architecte[2]
- Albert Edelfelt (1854–1905), artiste peintre[2]
- Berta Edelfelt (1869–1934), écrivain[2]

## Pour approfondir